# Wenche Frogn Sellæg
Wenche Frogn Sellæg (født 12. august 1937 i Oslo) er en norsk politiker (H). Hun blev valgt til Stortinget fra Nord-Trøndelag i 1985.
Hun var supleant i perioden 1981 – 1985. Hun var Miljøminister og Justitsminister i Regeringen Kåre Willoch og Socialminister i Regeringen Jan P. Syse. Hun var næstformand i Høyre 1988–1990.
Hun er uddannet Cand.med. fra Universitetet i Oslo i 1963 og Diploma of Tropical Medicine & Hygiene fra University of London i 1971.